# Guillebert de Metz
Guillebert de Metz war ein mittelalterlicher Schreiber und Kopist aus dem 15. Jahrhundert. Er hat in seiner Schreiberwerkstatt zahlreiche Manuskripte abgeschrieben, diese Kopien wurden dann von bekannten Buchmalern aus dem Flandern seiner Zeit illustriert. Einer dieser Maler, der namentlich nicht bekannt ist, trägt aufgrund seiner häufigen Zusammenarbeit mit Guillebert den Notnamen Meister des Guillebert von Metz. Weiter war für Guillebert aber auch beispielsweise der Meister des Jean Mansel tätig.
In einer von Laurent de Premierfait’s übersetzten und von Guillebert signierten französischen Ausgabe von Boccaccios Decamerone wird als Guilleberts Wohnort Geraardsbergen in Flandern angegeben. Diese Angabe ist auch in zwei weiteren von ihm geschriebenen Manuskripten zu finden, diese stammen aus dem Besitz Philipps des Guten, dessen Bibliothekar Guillebert nach eigenen Angaben war.
Guillebert de Metz hat wahrscheinlich in Paris sein Handwerk erlernt. Besonders bekannt ist er auch für die von ihm selbst erstelle Beschreibung der Stadt Paris im 15. Jahrhundert, der Description de Paris. Diese ist im Jahr 1434 geschrieben und schildert die Stadt unter der Herrschaft von Karl VI., als Guillebert in der Stadt studierte.